# Johannes Hallervorden
Johannes Hallervorden (* 12. September 1998 in Lannion, Frankreich) ist ein deutscher Schauspieler. Er ist der Sohn von Dieter Hallervorden.

## Leben
Seinen ersten Bühnenauftritt hatte Hallervorden 2012 im Berliner Schlosspark Theater, das sein Vater Dieter Hallervorden 2009 übernommen hatte. Im Jahr 2012 hatte Johannes Hallervorden sein Fernsehdebüt mit einer Gastrolle in einer Folge der ZDF-Kinderserie Terra MaX.
Von 2013 bis 2016 spielte er die Hauptrolle als Geist Melchior von und zu Panke in der für den Disney Channel Germany produzierten Fernsehserie Binny und der Geist.
Im Jahr 2022 übernahm er von der Schauspielerin Marga Bach die Intendanz des Theaters Berliner Schnauze. Dort feierte Hallervorden Premiere mit dem Solo-Programm Am achten Tag schuf Gott den Rechtsanwalt und brachte die Komödie Gut gegen Nordwind zur Aufführung. Im Oktober 2023 führte er das Stück Alle sieben Wellen hier unter dem Theaternamen Berliner Schnauze auf.

Theater am Frankfurter Tor

2023 benannte Hallervorden die Einrichtung in Theater am Frankfurter Tor um. Er ist Intendant und Geschäftsführer des Theaters. Zu seinem Leitungsteam gehört der Medienmanager Dennis Schönwetter.

## Filmografie (Auswahl)
- 2012: Terra MaX[7]
- 2013–2016: Binny und der Geist
- 2015, 2017: In aller Freundschaft (Fernsehserie; zwei Folgen)
- 2017: SOKO Wismar (Folge Gegenwind)
- 2018: SOKO München (Folge Tödliche Verführung)
- 2021: Mein Freund, das Ekel (Fernsehserie)
- 2023: Notruf Hafenkante (Fernsehserie, eine Folge)
- 2023: Kleine Eheverbrechen (Fernsehfilm)

## Theaterrollen
- 2016: Harold und Maude (Komödie im Marquardt, Stuttgart)
- 2018: Der letzte Raucher (Schlosspark Theater, Berlin)
- 2018: Was zählt ist die Familie (Schlosspark Theater, Berlin)
- 2019: Adel verpflichtet (Schlosspark Theater, Berlin)
- 2020: Schmetterlinge sind frei (Schlosspark Theater, Berlin)
- 2021: Corinna und David (Theater Berliner Schnauze)
- 2022: Am achten Tag schuf Gott den Rechtsanwalt (Theater Berliner Schnauze)
- 2022: The Addams Family (Seefestival Wustrau)
- 2022: Gut gegen Nordwind (Theater am Frankfurter Tor)
- 2023: Alle sieben Wellen (Theater am Frankfurter Tor)
- 2024: My Way (Theater am Frankfurter Tor)

## Auszeichnungen
- 2015 Kindermedienpreis Der weiße Elefant in der Kategorie Beste Nachwuchsdarsteller für Binny und der Geist (UFA Fiction / Disney Channel)